# Bollywood
|  | Aquest article tracta sobre del cinema produït a Mumbai en idioma hindi. Vegeu-ne altres significats a «Cinema de l'Índia». |

Pòster de Mother India (1957)

Bollywood (en hindi: बॉलीवुड, en urdú: بالی وڈ) és el nom que rep la producció cinematogràfica índia basada a Bombai, de caràcter comercial i bàsicament realitzada en llengua hindi. Aquest nom prové de la combinació entre "Bombai" i "Hollywood", fent referència a la importància d'aquesta indústria, tant a nivell de quantitat (per any, és l'indret del món on es filmen més pel·lícules) com d'èxit (les obres són difoses per tot el subcontinent indi i a bona part de la resta del món).
El conjunt que forma Bollywood amb la resta de produccions en diferents idiomes, com el tàmil, el bengalí i altres, constitueix el nucli del cinema indi. Paral·lelament, es coneix com a Tollywood a la producció cinematogràfica de pel·lícules en llengua telugu.

## El cinema de Bollywood

### Un cinema popular
Essent un dels pocs lleures accessibles tant per la massa urbana desarrelada com pels camperols de les zones rurals aïllades, Bollywood representa la quinta essència del cinema popular, i una de les poques indústries cinematogràfiques que no han de patir a causa competència americana (tan sols Titanic (1997) de James Cameron, potser la pel·lícula amb "l'esperit més indi" feta a Hollywood, ha obtingut realment èxit a l'Índia).
Des dels anys 1920, Bombai és la primera capital cinematogràfica del món (actualment s'hi fan més de 400 pel·lícules l'any). En els seus estudis s'hi creen històries que fan somniar 150 milions d'indis cada setmana; distribuïdes principalment en hindi, la sola llengua entesa per la meitat de la població, són pel·lícules que sedueixen les sensibilitats del país sencer, des de l'Himàlaia fins a les províncies del sud.
Les pel·lícules de Bollywood són un espectacle total: en la forma, aquest cinema integra l'herència mil·lenària de les tradicions dels arts de l'espectacle indis, tot barrejant-los amb influències més occidentals. Així ens trobem amb realitzacions que duren de tres a cinc hores, amb nombroses escenes de cançons i danses sumptuoses, en les quals s'hi alternen la comèdia i la tragèdia, el melodrama i el vodevil, el sitar i el sintetitzador. És un cinema de la desmesura i les projeccions s'assemblen a una mena de festa religiosa celebrada en família, enmig del soroll i de l'animació. Els actors més coneguts són adulats com si fossin déus del panteó hindú i als que tenen papers secundaris hom se'ls estima com si fossin membres de la pròpia família.

### Els codis de Bollywood

Aishwarya Rai, Shahrukh Khan i Madhuri Dixit a Devdas (2002)

Destinats a superar les barreres lingüístiques i socials i a satisfer un públic de totes les edats, els guions de Bollywood han estat fins fa poc d'una gran simplicitat i d'un maniqueisme perfecte, ple de bones intencions: els "dolents" són realment molt dolents, els "bons" adoren llur mare, l'amistat masculina és indestructible, l'heroïna és casta i pura i les escenes d'amor són més simbòliques que altra cosa...
I això es retroba en els diversos gèneres cinematogràfics que presenta aquest cinema: melodrama, comèdia, drama històric o polític, policíac i àdhuc "western", que hom anomena "curry-western"... D'altra banda, per agradar a tothom, sovint certes pel·lícules passen d'un gènere a l'altre, pel que se les anomena massala, mot que en la gastronomia índia vol dir "barreja d'espècies".
El tema recurrent, però, és el de l'amor. Les històries plantegen sovint relacions impossibles a causa, en general, dels costums i dels tabús socials. Si al primer cop d'ull aquestes històries poden semblar excessivament innocents i exagerades, una lectura una mica més profunda mostra que, ben sovint, transmeten una visió de l'amor més forta i complexa: hom descobreix que es tracta d'un cinema molt influït per tota la riquesa de la mitologia hindú, pel qual el Ramayana i el Mahabharata constitueixen fonts d'inspiració inexhauribles, juntament amb l'erotisme religiós, el teatre sànscrit, la gestual simbòlica de les danses tradicionals, etc.
Una altra característica és la influència palpable de "l'esperit britànic" que es fon amb la mentalitat autòctona: d'aquesta combinació en resulta, per exemple, la presència d'un humor ben propi, sovint brillant i sostingut per uns diàlegs molt ben treballats, que dona una curiosa sensació de barreja d'humor infantil amb humor anglès...
Per una altra banda, aquestes pel·lícules intenten participar en la cohesió social d'un país que sovint està a la vora de l'explosió. Per això, gairebé sempre hi apareixen junts representants de les diverses comunitats (musulmans, hindús, sikhs, intocables…) i sovint les històries són un autèntic manifest en defensa de la convivència i de la igualtat.
Tot això ha donat com a resultat un tipus d'històries, una manera d'actuar i una manera de filmar extremadament codificades.
Nogensmenys, a la fi del segle xx, s'observa una clara i ràpida tendència a l'obertura i a la innovació que correspon, en part, amb l'èxit que aquest tipus de cinema adquireix als països occidentals, així com amb la mateixa evolució de la societat índia. Igualment, temes més "seriosos" com ara les tensions entre hindús i musulmans o altres problemes socials (el paper de les dones en la societat, per exemple) van reapareixent a les pantalles d'aquest cinema popular.

### Música, danses i cançons

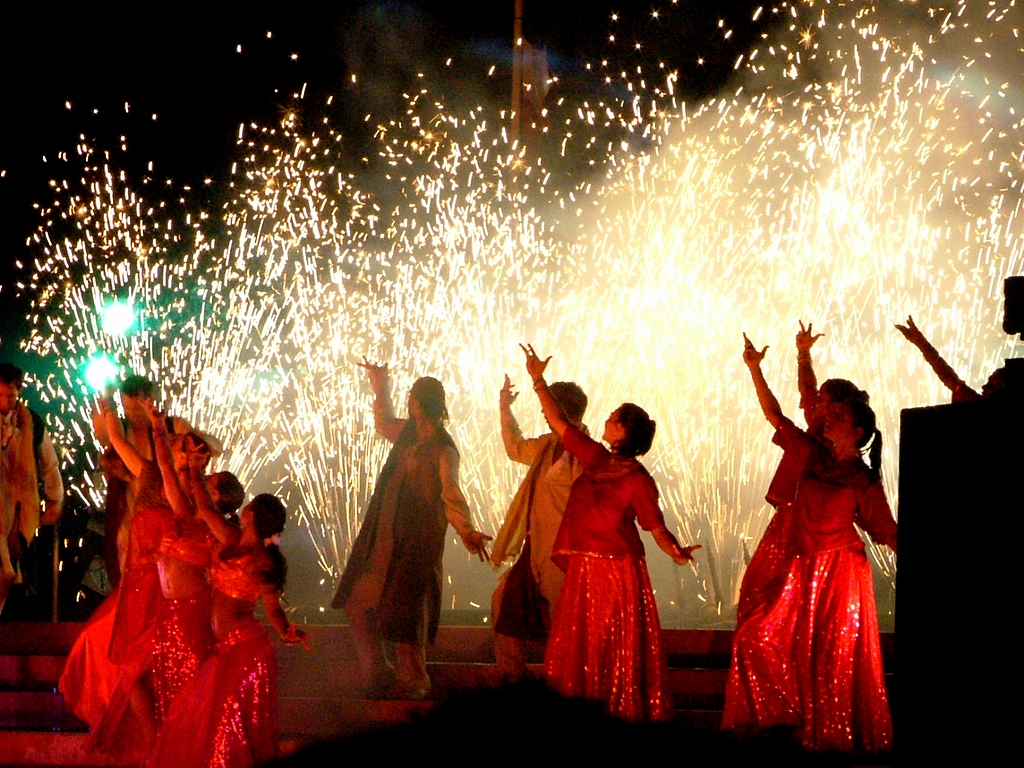
Una coreografia típica del cinema de Bollywood

Les escenes musicals són aspecte essencial del cinema de Bollywood. En cada pel·lícula s'hi troben cançons i danses que barregen sovint les coreografies i la música tradicionals amb música pop i coreografies occidentals.
Són escenes doblades: això és una característica general d'aquesta indústria, en la qual primer es filma i després s'hi afegeixen tots els diàlegs, la qual cosa facilita la traducció en altres llengües (cosa essencial en un país com l'Índia, on es parlen més de setze llengües principals). Els cantants en playback d'aquestes pel·lícules són molt apreciats i als festivals de cinema les hi atorguen premis especials. Des de la fi dels anys 1990, però, apareix una nova tendència amb actors que interpreten ells mateixos les cançons, com ara Aamir Khan en la pel·lícula Ghulam.
La música té una importància capital. La banda sonora (anomenada filmi) s'acostuma a posar a la venda mesos abans que surti la pel·lícula, així s'aconsegueix promoure-la tot suscitant l'interès del públic. A vegades, l'èxit d'aquestes cançons és tal que els beneficis que comporta llur venda amorteix el cost de la pel·lícula sencera. Ben sovint, aquestes bandes sonores estan realitzades per artistes de gran renom: músics com A. R. Rahman, una llegenda vivent a l'Índia, o poetes com Javed Akhtar hi participen. També de tant en tant s'hi col·labora amb artistes occidentals.
Pel que fa a les danses, llur nivell artístic és en general molt elevat. Influïdes per les tradicions hindú, musulmana i occidental, aquestes danses sempre han format part integrant del teatre índi. Bollywood no ha fet res més que seguir la tradició tot adaptant-les a la pantalla. En general, aquestes llargues escenes cantades i ballades serveixen per accentuar els moments crucials de la narració, que així queden transmesos amb molta eficàcia. La barreja de les coreografies tradicionals i populars índies amb les occidentals dona un resultat molt característic, que constitueix una veritable imatge de marca de Bollywood.

### Aspectes econòmics i legals
Quan Bollywood encara no era gaire conegut fora de l'Índia, l'aspecte financer ha estat sovint problemàtic i s'ha trobat embolicat en afers tèrbols. Com que les inversions provenen principalment del sector privat, les pel·lícules sovint es feien servir per a blanquejar diners. Així, l'any 2001, el Central Bureau of Investigation, l'agència nacional de la policia de l'Índia, va confiscar totes les còpies del film Chori Chori Chupke Chupke quan es va comprovar que havia estat finançat per la màfia de Bombai.
Altrament, la manca de diners i de temps a la qual es trobaven sotmesos els realitzadors ha comportat diversos problemes de plagi: ben sovint s'han copiat idees o arguments sencers d'obres occidentals sense demanar el permís a ningú. També hi ha problemes drets d'autor pel que fa a les còpies de pel·lícules i bandes sonores venudes al públic: aquestes sovint són copiades il·legalment i a vegades es posen a la venda abans que surtin a les sales; d'altra banda, solen ser còpies de mala qualitat amb imatge molt comprimida i mals subtítols.
Mentre les indústries cinematogràfiques índies i occidentals s'ignoraven i que ningú en sabia gran cosa, tot això no era cap problema massa greu; darrerament, però, les lleis sobre els drets d'autor a l'Índia s'han reforçat i hom mira de minimitzar el problema.
Actualment, a causa de llur visibilitat creixent i de l'augment potencial de públic, certes pel·lícules de Bollywood comencen a gaudir de pressupostos importants, la qual cosa permet anar a filmar escenes en decorats naturals arreu del món i augmentar la qualitat general de les produccions. Tot i així, una pel·lícula com Devdas (2002), que en el seu moment va ser la més cara que s'hagués fet mai a l'Índia, va costar 10 milions de dòlars; en comparació, una superproducció americana costava al voltant dels 200 milions de dòlars.
Alhora, comencen a crear-se grans estudis, com els de la societat Yash Raj Films i, cada cop més sovint, hi ha actors que creen llur pròpia societat de producció, com Shahrukh Khan, Juhi Chawla, Ashutosh Gowariker o Aamir Khan.
Aquest cinema fa temps que és molt popular a tot el sud-est asiàtic, als països àrabs i russòfons i a Amèrica Llatina, però igualment, promogut per la molt important diàspora índia, darrerament fa una entrada triomfal a Europa i als Estats Units, on certes pel·lícules són admirades pel públic i la crítica (com els casos de Devdas, Lagaan o Kabhi Khushi Kabhie Gham…).

### Premis
A l'Índia hi ha diferents organismes que atorguen premis cinematogràfiques. La més important d'àmbit estatal és la dels National Film Awards, que existeixen des del 1954, i que premia pel·lícules de tots els estats indis així com creacions d'art independents i documentals.
Existeixen, però, altres premis per a la indústria cinematogràfica de Bombai anomenades Filmfare Awards, i la cerimònia de llur lliurament, tan glamour i mediatitzada com la dels Oscars americans, és un dels esdeveniments més importants del cinema indi. El sistema de nominacions també és inspirat del dels Oscars, però com que el públic i la crítica no estan gaire sovint d'acord, es permet un doble vot: el dels experts i el del públic.
Encara hi ha dos festivals importants a l'Índia, el dels Stardust Awards i el dels Screen Awards. Però n'hi ha igualment a l'estranger que recompensen els films de Bollywood: els Bollywood Movie Awards, que se celebra als Estats Units a Nova York, i els Global Indian Film Awards, els IIFA Awards i els Zee Cine Awards, que se celebren cada any en un país diferent.

## Les pel·lícules

### Pel·lícules destacades

Shahrukh Khan i Kajol a Dilwale Dulhania Le Jayenge (1995)

- Mother India (1957) de Mehboob Khan, amb Nargis, Raaj Kumar
- Sholay (1975) de Ramesh Sippy, amb Dharmedra, Amitabh Bachchan, Hema Malini i Jaya Bachchan
- Dilwale Dulhania Le Jayenge (1995) d'Aditya Chopra, amb Shahrukh Khan i Kajol
- Kuch Kuch Hota Hai (1998) de Karan Johar, amb Shahrukh Khan, Kajol i Rani Mukherjee
- Mohabbatein (2000) d'Aditya Chopra, amb Shahrukh Khan, Amitabh Bachchan i Aishwarya Rai
- Lagaan (2001) d'Ashutosh Gowariker, amb Aamir Khan, Paul Blackthorne, Rachel Shelley
- Kabhi Khushi Kabhie Gham (2001) de Karan Johar, amb Shahrukh Khan, Kajol, Hrithik Roshan i Amitabh Bachchan
- Devdas (2002) de Sanjay Leela Bhansali, amb Shahrukh Khan, Aishwarya Rai i Madhuri Dixit
- Kal Ho Naa Ho (2003) de Nikhil Advani, amb Preity Zinta, Shahrukh Khan i Saif Ali Khan
- Veer-Zaara (2004) de Yash Chopra, amb Shahrukh Khan, Preity Zinta i Rani Mukherjee
- Mangal Pandey: The Rising (2005) de Ketan Mehta, amb Aamir Khan i Toby Stephen
- Black (2005) de Sanjay Leela Bhansali, amb Rani Mukherjee i Amitabh Bachchan
- Fanaa (2006) de Kunal Kohli, amb Kajol i Aamir Khan.
- Om Shanti Om (2007) de Farah Khan, amb Shahrukh Khan i Deepika Padukone
- Jodhaa Akbar (2008) d'Ashutosh Gowariker, amb Hrithik Roshan i Aishwarya Rai
- 3 Idiots (2009) de Rajkumar Hirani, amb Aamir Khan i Kareena Kapoor
- My Name Is Khan (2010) de Karan Johar, amb Shahrukh Khan i Kajol
- Ra.One (2011) d'Anubhav Sinha, amb Shahrukh Khan i Kareena Kapoor

### Altres pel·lícules
- 1995: Rangeela - Raja Hindustani
- 1997: Dil to Pagal Hai
- 1999: Taal - Hum Dil De Chuke Sanam
- 2000: Dil Se - Kaho Naa... Pyaar Hai - Mission Kashmir
- 2001: Asoka - Dil Chahta Hai - Chori Chori Chupke Chupke
- 2002: Saathiya
- 2003: Koi... mil gaya - Munna Bhai M.B.B.S.
- 2004: Dhoom - Hum Tum - Main Hoon Na - Swades
- 2005: Page 3 - Paheli - Parineeta - Salaam-Namaste - Bunty Aur Babli
- 2006: Dhoom 2 - Omkara - Lage Raho Munna Bhai - Umrao Jaan - Don - Kabhi Alvida Naa Kehna
- 2007: Taare Zameen Par - Guru - Chak De ! India
- 2008: Ghajini - Rab Ne Bana Di Jodi - Singh Is Kinng
- 2009: Kambakkht Ishq - Love Aaj Kal - New York - Kaminey - Delhi 6
- 2010: Enthiran - The Robot - Dabangg - Raajneeti - Housefull
- 2011: 7 Khoon Maaf - Zindagi Na Milegi Dobara - Ready - Haunted - Yamla Pagla Deewana - No One Killed Jessica - Pyaar Ka Punchnama

## Personalitats

### Actors
- Abhishek Bachchan - Amitabh Bachchan - Dharmendra - Ajay Devgan - Guru Dutt - Sanjay Dutt - Govinda - Anil Kapoor - Raj Kapoor - Rishi Kapoor - Aamir Khan - Saif Ali Khan - Salman Khan - Shahrukh Khan - Akshaye Khanna - Rajesh Khanna - Anupam Kher - Akshay Kumar - Dilip Kumar - Kishore Kumar - Vivek Oberoi - Arjun Rampal - Hrithik Roshan - K. L. Saigal - Naseeruddin Shah - Jackie Shroff

### Actrius
- Shabana Azmi - Jaya Bachchan - Bipasha Basu - Juhi Chawla - Priyanka Chopra - Madhuri Dixit - Lara Dutta - Kajol - Kareena Kapoor - Karisma Kapoor - Manisha Koirala - Hema Malini - Diya Mirza - Rani Mukherjee - Nargis - Amrish Puri - Aishwarya Rai - Rekha - Sridevi - Sharmila Tagore - Preity Zinta.

### Directors
- Fahran Akhtar - Sanjay Leela Bhansali - Aditya Chopra - Yash Chopra - Guru Dutt - Ashutosh Gowariker - Karan Johar - Mehboob Khan

### Coreògrafs
- Prabhu Deva - Farah Khan - Saroj Khan - Nitin Desai

### Compositors
- Ismail Darbar - Anu Malik - Madan Mohan - A. R. Rahman - Jatin-Lalit - Shankar–Ehsaan–Loy - Vishal-Shekhar

### Cantants
- Sripathi Panditharadhyula Balasubrahmanyam - Asha Bhosle - Geeta Dutt - Hemant Kumar - Kishore Kumar - Lata Mangeshkar - Mukesh - Udit Narayan - Sonu Nigam - Mohammed Rafi - Kumar Sanu - Sukhwinder Singh - Alka Yagnik - Yesudas - Shreya Gosal - Alisha Chinoy - Sunidhi Chauhan - Kavita Krishnamurty - Himesh Reshamiya.